# ロート賞
ロート賞（Rohto Award）とは眼科研究に貢献した研究者に与えられる賞。
1995年ロート製薬によって設立されていた。2名の研究者にプラーク（額）と副賞（1名1件300万円）を授与される。
純粋に研究を支援する賞として眼科研究者の間で評価が高く、数多くの受賞者が教授となるなど、若手研究者の登竜門と呼ばれる権威ある賞である。
若手であることと同時に、基礎研究と臨床研究両方の業績を上げた研究者に与えられる賞である。
専門領域のみならず、手術や患者データにも精通し品性にもすぐれた、文字通り、眼科の将来を背負って立つ研究者が受賞対象である。

## 受賞者
- 2007年　12回 - 中村誠（神戸大学）、加治優一（筑波大学）
- 2008年　13回 - 中澤徹 （東北大学）
- 2009年　14回 - 原田高幸（東京都神経科学総合研究所）、辻川元一（大阪大学）
- 2010年　15回 - 臼井智彦（東京大学）、中村隆宏（同志社大学）
- 2011年　16回 - 柳靖雄（東京大学）、池田康博（九州大学）
- 2012年　17回 - 三村達哉（東京大学）、川北哲也（慶應義塾大学）
- 2013年　18回 - 野田航介（北海道大学）、久冨智朗（国立病院機構九州医療センター）
- 2014年　19回 - 丸山和一（東北大学）、中尾 新太郎（九州大学）
- 2015年　20回 - 川崎良（山形大学）、西口康二（東北大学）
- 2016年　21回 - 加瀬 諭（北海道大学）、村上祐介（九州大学）
- 2017年　22回 - 奥村直毅（京都府立医科大学）、臼井嘉彦（東京医科大学）
- 2018年　23回 - 兼子裕規（名古屋大学）、栗原俊英（慶應義塾大学）
- 2019年　24回－山口剛史（東京歯科大学）、若林卓（大阪大学）
- 2020年　25回－面高宗子（東北大学）、北澤耕司（京都府立医科大学）